# 太平乡 (密山市)
太平乡，是中华人民共和国黑龙江省鸡西市密山市下辖的一个乡镇级行政单位。

## 行政区划
太平乡下辖以下地区：
青松村、太平村、农丰村、民主村、宏林村、庄内村、合心村和庄兴村。